# متمان (ناحیه)
متمان (به آلمانی: Kreis Mettmann) یک ناحیه در آلمان است که در دوسلدورف واقع شده‌است. متمان ۴۹۷٬۶۰۹ نفر جمعیت دارد.

## شهرک‌ها و شهرداری‌ها

شهرک‌ها and municipalities in Kreis Mettmann

| 1. ارکرات 2. Haan 3. هایلیگن‌هاوس 4. هیلدن 5. لانگنفلد | 1. متمان 2. منهایم آم راین 3. راتینگن 4. فلبرت 5. وولفرات |